# Konstantinovo (distrikt i Bulgarien, Chaskovo)
Konstantinovo (bulgariska: Константиново) är ett distrikt i Bulgarien.   Det ligger i kommunen Obsjtina Simeonovgrad och regionen Chaskovo, i den centrala delen av landet, 220 km öster om huvudstaden Sofia.
Trakten runt Konstantinovo består till största delen av jordbruksmark. Runt Konstantinovo är det ganska glesbefolkat, med 38 invånare per kvadratkilometer.